# Incendi de la fàbrica Triangle

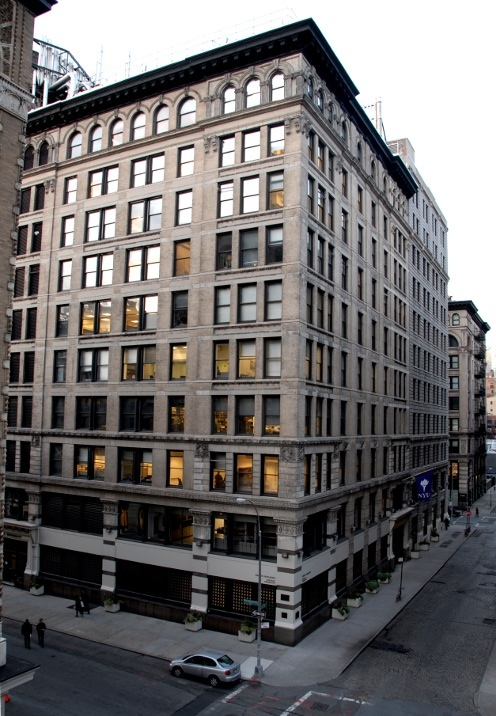
Aspecte actual de l'edifici Brown. La fàbrica de la Triangle Shirtwaist Company ocupava les tres últimes plantes de l'edifici.

L'incendi de la fàbrica Triangle Shirtwaist, el 25 de març de 1911 a Nova York, va ser l'accident industrial més greu de la història de la ciutat. Hi va haver 146 morts, la major part joves treballadores d'origen europeu que van morir atrapades pel foc o en precipitar-se al buit fugint de les flames. Després dels atemptats de l'11 de setembre de 2001, és considerat el pitjor desastre de la història de Nova York. Els fets van trasbalsar la vida social i política de l'època, i van impulsar l'aprovació de lleis per garantir la seguretat i les condicions laborals a les fàbriques. També van donar un major relleu als sindicats, particularment la International Ladies' Garment Workers'Union, que representava els treballadors del sector tèxtil i que, amb el temps, esdevindria el nucli fundador del principal sindicat dels Estats Units.

## L'empresa
La fàbrica de l'empresa tèxtil Triangle Shirtwaist Company ocupava els tres últims pisos de l'edifici conegut com l'Asch Building o Brown Building, una construcció de deu plantes situada a la cantonada del carrers Washington Place amb Greene Street, a l'est de la plaça Washington. L'empresa produïa bruses, conegudes en aquells temps com shirtwaists o, simplement, waists, i donava feina al voltant de 600 persones, la major part de les quals eren noies joves immigrants d'origen italià i immigrants jueves del centre i l'est d'Europa. Algunes de les treballadores tenien només dotze o tretze anys, i la majoria treballava en torns de catorze hores, amb setmanes laborals que s'estenien fins a les 72 hores. Pauline Newman, una treballadora de la fàbrica en aquells temps, declarava que el salari mitjà d'una treballadora era de 6 a 7 dòlars per setmana en una època en què el salari anual mitjà era de 791 dòlars.
L'empresa Triangle Shirtwaist Company ja era coneguda abans de l'incendi de 1911. El 22 de novembre de 1909 s'havia iniciat una vaga de treballadores del sector tèxtil, coneguda més tard com la revolta de les vint mil, quan al voltant del 20% de les operàries de la fàbrica Triangle van sortir espontàniament al carrer per reclamar condicions laborals dignes, com ara l'augment del salari en un 20%, setmana laboral de 52 hores i el pagament d'hores extraordinàries. Els propietaris Blanck i Harris, reconeguts líders de la repressió antisindical, van respondre contractant esbirros perquè agredissin les manifestants. En un clar senyal de menyspreu cap a les vaguistes, van cobrir les vacants contractant prostitutes. La vaga va durar catorze setmanes i, tot i que no va tenir un seguiment massiu, va tenir un ressò mediàtic considerable i va fer donar una major visibilitat als sindicats i a les seves reivindicacions.
Les condicions a la fàbrica eren les habituals de l'època. Els teixits, tots ells inflamables, s'emmagatzemaven allà on hi havia un racó lliure. Els retalls de tela sobrers s'anaven amuntegant a terra, els patrons de paper utilitzats per les operàries penjaven damunt les taules, il·luminades amb llums de gas. A més, era normal que els talladors fumessin a la feina. Tot i l'elevat risc, les úniques mesures antiincendi es reduïen a uns pocs cubells d'aigua repartits a cada planta.

## L'incendi

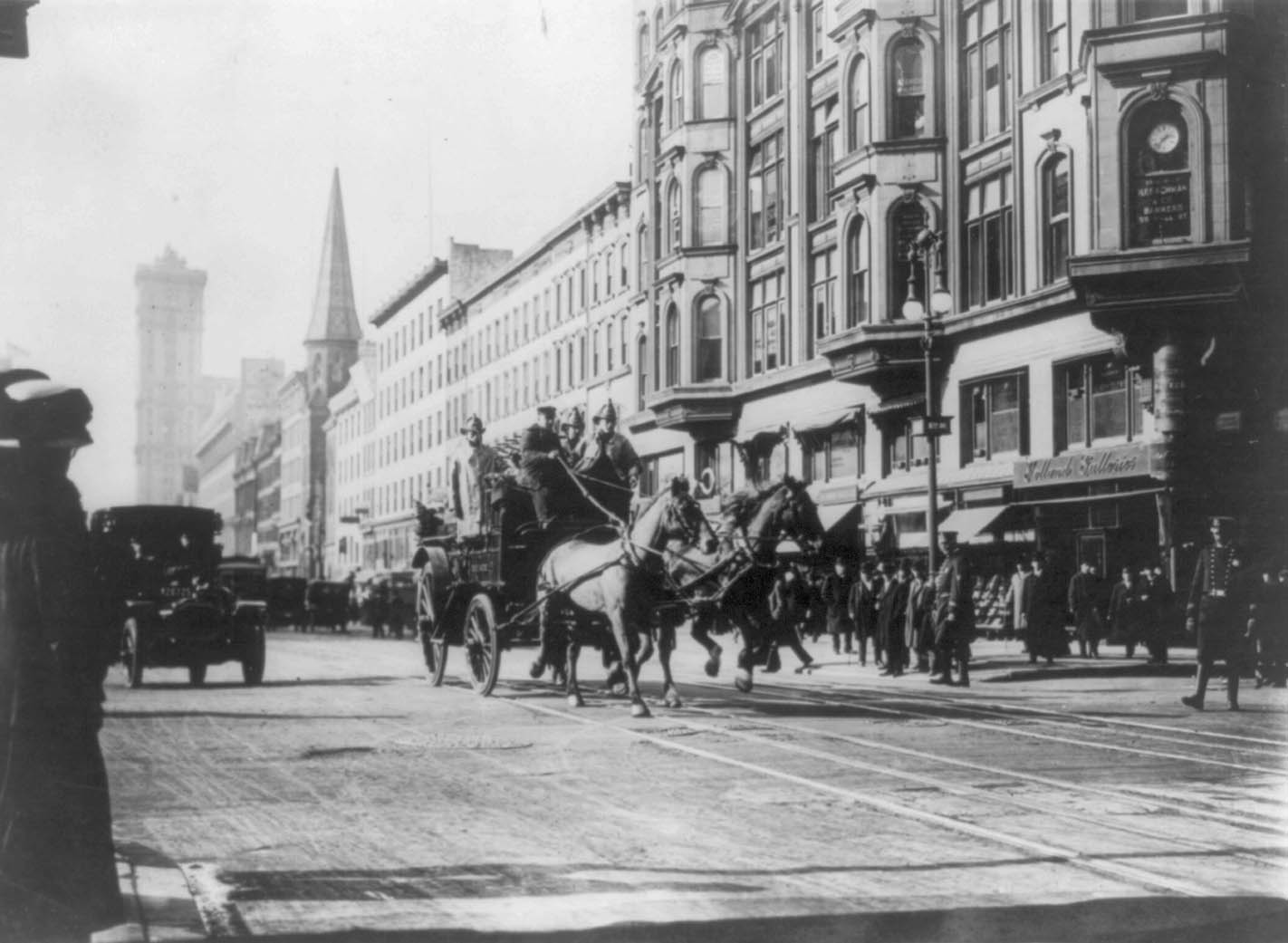
Carruatge de bombers de camí a la fàbrica.

La tarda del 25 de març de 1911 un foc es va iniciar a la vuitena planta, probablement causat per un llumí encès, una cigarreta mal apagada o un curtcircuit. Un article del New York Times de l'època especulava que el foc s'hauria pogut iniciar també al motor que alimentava les màquines de cosir de l'edifici. Encara avui no se sap si el foc va ser fortuït o provocat. La majoria de personal que treballava a la vuitena i desena plantes de l'edifici va poder ser evacuat a temps. Però el personal de la novena planta no va rebre el senyal d'alarma amb prou antelació. De les dues úniques sortides de la planta, una estava barrada i l'altra era inaccessible per culpa de les flames i el fum. La sortida exterior d'emergència, una estructura de ferro fràgil i mal ancorada (probablement, a causa d'un manteniment deficient) no va suportar el pes de la gent que intentava escapar i es va esfondrar ràpidament. L'única possible via de sortida era l'ascensor però va deixar de funcionar, no se sap si per culpa del foc o perquè es va bloquejar quan els treballadors van provar de salvar-se saltant al sostre de l'ascensor. Seixanta-dues de les víctimes del foc van morir quan, en veure que no hi havia cap altra sortida per fugir les flames, van trencar les finestres i es van precipitar al carrer nou plantes més avall. La caiguda incessant de cossos dificultava els intents dels bombers per aproximar-se a l'edifici i horroritzava els transeünts que s'havien anat aplegant als voltants de la fàbrica. Les treballadores que havien decidit esperar van morir quan el fum i les flames les van atrapar. Tot i que els bombers van arribar ràpidament, no van poder apagar les flames perquè les escales que duien no arribaven més amunt del sisè pis.

## Conseqüències

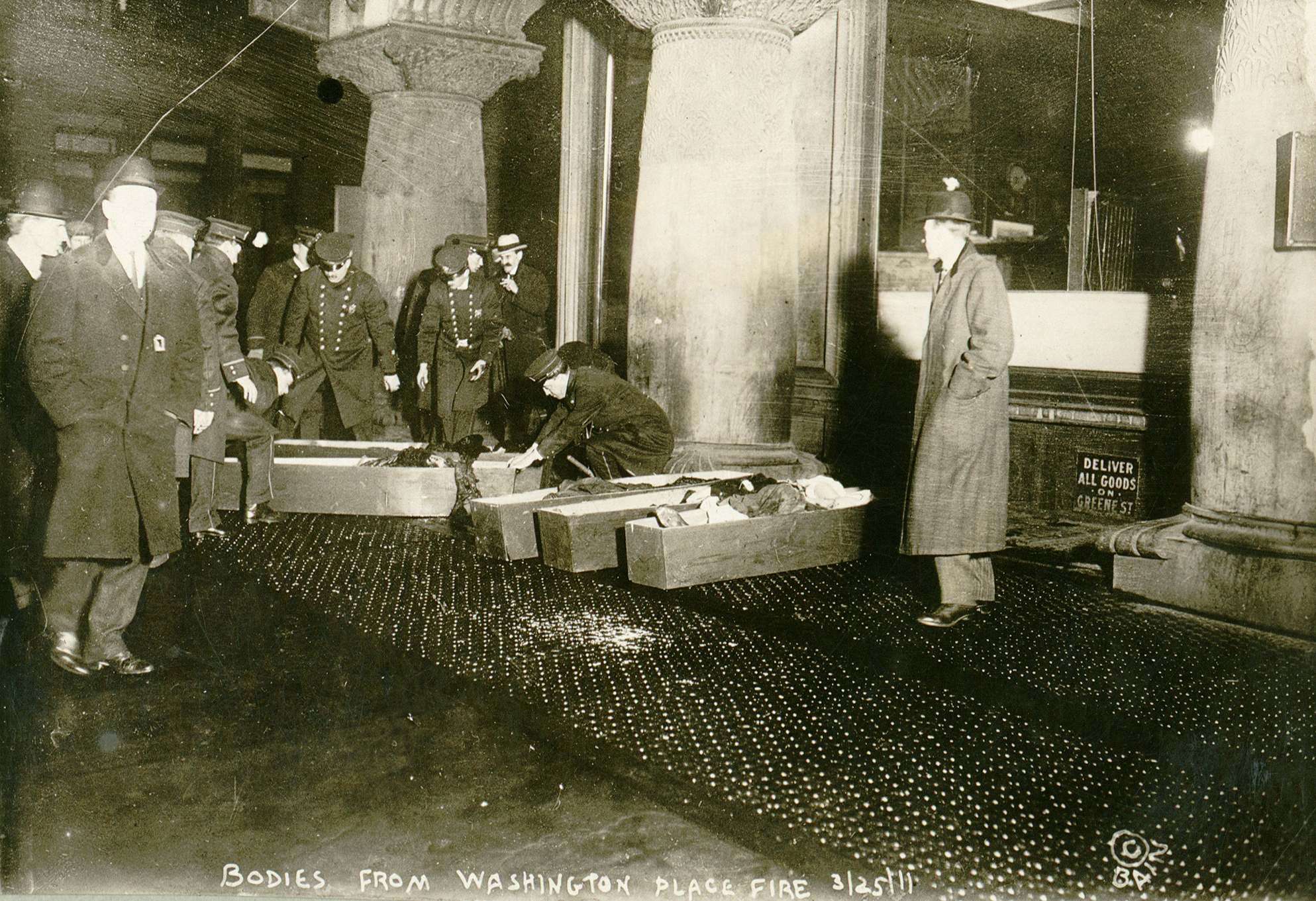
Agents de policia col·loquen els cadàvers de les víctimes als taüts, situats a la vorera.

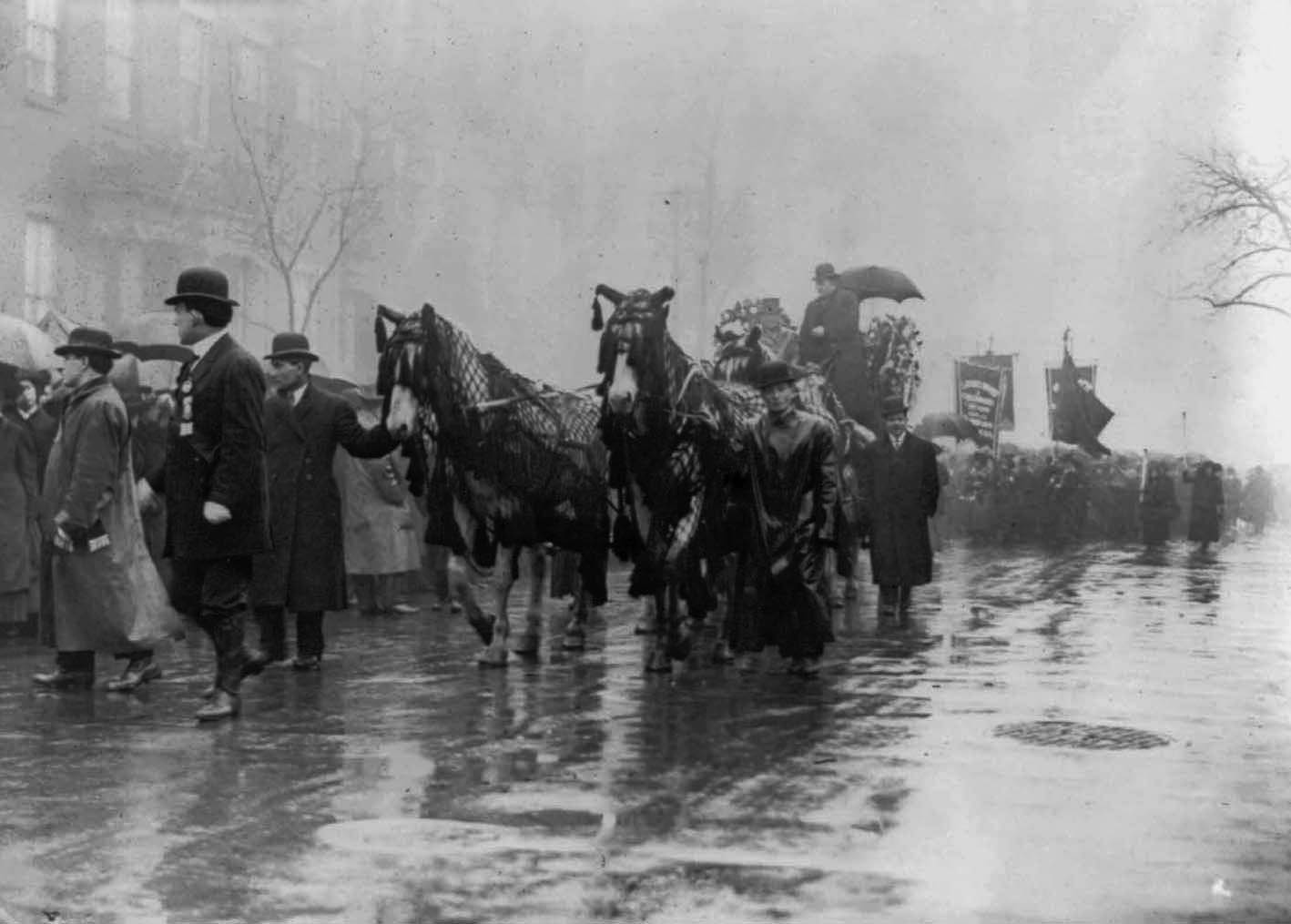
Seguici fúnebre per les víctimes de l'incendi.

Els propietaris de la fàbrica, Max Blanck i Isaac Harris, van fugir al terrat de l'edifici tan bon punt el foc es va declarar i es van poder salvar. Van anar a judici, on el seu advocat defensor Max Steuer va aplicar l'estratègia de minar la credibilitat del testimoni clau d'una de les supervivents, Kate Alterman, fent-li repetir el seu testimoni diverses vegades. La testimoni va fer la sèrie de declaracions sense canviar substancialment les frases clau del cas. Aquest fet va ser esgrimit per l'advocat defensor com a prova que la testimoni hauria assajat les frases abans del judici. Steuer va argumentar que Alterman i possiblement altres testimonis haurien memoritzat les seves declaracions, probablement dictades per l'acusació. També va insistir que l'acusació no havia provat que els propietaris tinguessin coneixement de les sortides barrades en el moment de l'incendi. El jurat va absoldre els propietaris. Van perdre, però, un judici civil que es va fer dos anys més tard, on els denunciants van aconseguir una indemnització de 75 dòlars per víctima. La companyia asseguradora va pagar Blanck i Harris amb uns 60.000 $ addicionals respecte al cost total de les indemnitzacions, una suma que representava al voltant de 400 $ per víctima. Aquell mateix any Blanck va ser arrestat un altre cop per tenir les sortides de la fàbrica tancades durant les hores de feina. Va ser multat amb 20 $